# フリーリレー
フリーリレー (freestyle relay) は、競泳の種目の一つである。日本水泳連盟競泳競技規則においても、競技の名称をフリーリレーとしている。かつては、競技規則ではリレーという名称で競技が行われていたが、現在ではフリーリレーとなっている。以前からメドレーリレーと混同しないフリーリレーという言い方が一般的であった。
公式の競技規則では4×50m、4×100m、4×200mがある。

## ルール
公式・公認競技会においては、定められた距離を4人で引き継ぎ、事前に提出したオーダーの通りに泳がねばならない。先行逃げ切り型のオーダーにするか、後半追い上げ型のオーダーにするかチームの個性が出る。特に混合フリーリレーでは一般的に記録の劣る女子選手を何番目にするかで大きく展開が変わる。
公認競技会以外では（水泳協会などが主催する競技会でも水泳の普及を目的にするなど非公式種目として）、1チーム8人で泳ぐ、1泳が25m・2泳が50m・3泳が75m・4泳が100m泳ぐなどのリレーが実施されることもある。
スタート・引き継ぎ
第1泳者は、審判長による笛の合図の後、スタート台に上がる。出発合図員による「  Take your marks... 」の号令でスタート台の前方に少なくとも一方の足の指をかけ、スタートの姿勢を取る。スタートの姿勢を取ったあとは、出発合図まで静止しなければならない（規則は静止しなければならないとはしていないが、全競技者が静止した状態になったら出発合図員がスタートの合図をすることとしている）。出発合図の前にスタートの動作を起こした場合、失格となる。
第2泳者からは、前の泳者が壁にタッチした後に次の泳者の足がスタート台から離れればよい（タッチ板とスタート台先端のセンサーで判定される）ため、スタート台上で静止する必要はなく反動をつける動作などを行っても構わない。
泳法
泳ぎ方はいかなるものであっても構わない。ただし、自分のレーンを逸脱したり、他の競技者の妨害をしたり、コースロープを掴んだり引っ張ったり、プールの底を歩いたり蹴ったりした場合は失格である。
記録
第1泳者による途中時間は正式時間とし、その記録は公認される。これは第1泳者以外の者によるチームの失格があっても認められる。ただし、混合フリーリレーの第1泳者の記録は公認されない。